# Alótropos de enxofre

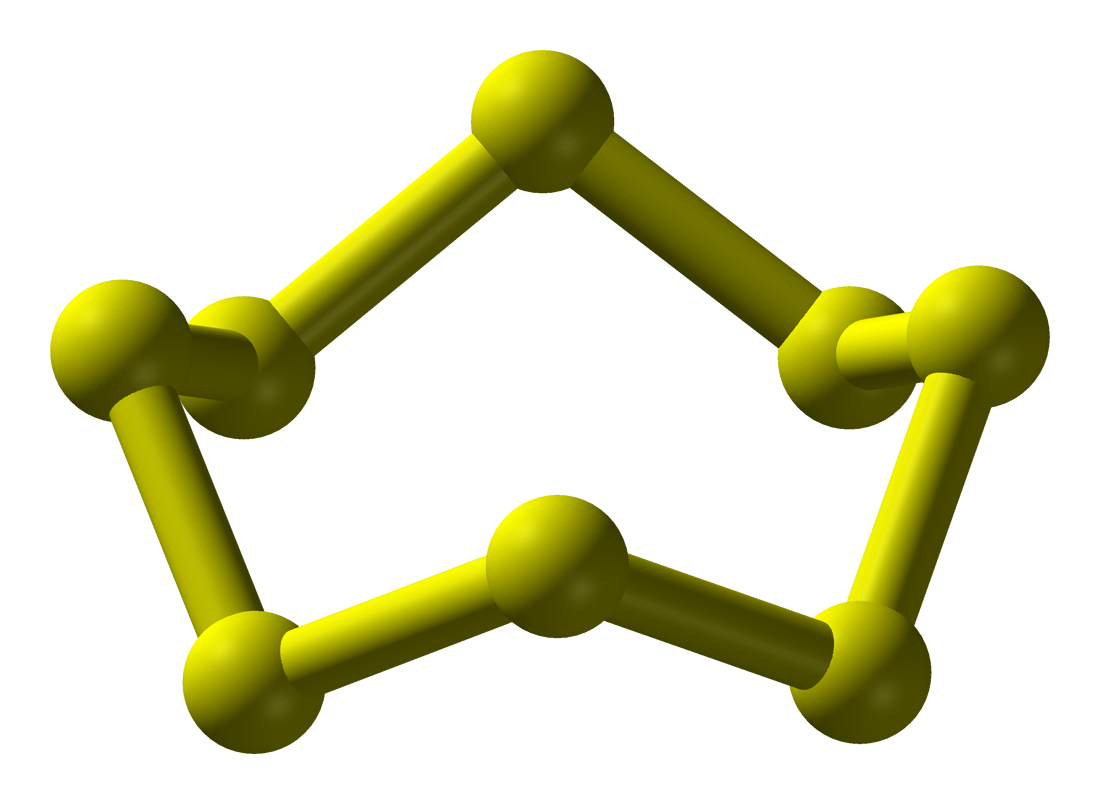
Representação a 3D do α-enxofre ortorrômbico (S8), o alótropo mais comum.

Existe um grande número de alótropos de enxofre. Neste aspecto, enxofre só é ultrapassado pelos carbono.
A forma mais comum encontrada na natureza é o α-enxofre ortorrômbico amarelo, o qual contém anéis franzidos de S8. Estudantes de química podem ter visto "enxofre plástico"; este não é um alótropo mas uma mistura de formas poliméricas de cadeia longa de enxofre, dois dos quais foram identificados como alótropos. Além desses, existem outras formas sólidas que contêm anéis de enxofre de 6, 7, 9–15, 18 e 20 átomos. Existem também gases, S2, S3; algumas espécies apenas detectadas na fase vapor, S4 and S5 e, talvez, cinco ou mais formas de alta pressão, duas das quais são metálicas.